# Machilus
Machilus är ett släkte av lagerväxter. Machilus ingår i familjen lagerväxter.

## Dottertaxa tillMachilus, i alfabetisk ordning[1]
- Machilus arunachalensis
- Machilus attenuata
- Machilus austroguizhouensis
- Machilus balansae
- Machilus bhaskarii
- Machilus bonii
- Machilus breviflora
- Machilus calcicola
- Machilus cavaleriei
- Machilus chartacea
- Machilus chayuensis
- Machilus chekiangensis
- Machilus chienkweiensis
- Machilus chinensis
- Machilus chrysotricha
- Machilus chuanchienensis
- Machilus chunii
- Machilus cicatricosa
- Machilus clarkeana
- Machilus cochinchinensis
- Machilus coriacea
- Machilus curranii
- Machilus daozhenensis
- Machilus decursinervis
- Machilus dinganensis
- Machilus dubia
- Machilus dumicola
- Machilus duthiei
- Machilus edulis
- Machilus endothrix
- Machilus fasciculata
- Machilus foonchewii
- Machilus forrestii
- Machilus fruticosa
- Machilus fukienensis
- Machilus gamblei
- Machilus glabrophylla
- Machilus glaucescens
- Machilus glaucifolia
- Machilus globosa
- Machilus gongshanensis
- Machilus gracillima
- Machilus grandibracteata
- Machilus grandifolia
- Machilus grijsii
- Machilus haridasanii
- Machilus hemsleyi
- Machilus himalayaensis
- Machilus holadena
- Machilus ichangensis
- Machilus japonica
- Machilus kingii
- Machilus kobu
- Machilus kurzii
- Machilus kwangtungensis
- Machilus lenticellata
- Machilus leptophylla
- Machilus lichuanensis
- Machilus listeri
- Machilus litseifolia
- Machilus lohitensis
- Machilus lohuiensis
- Machilus longipes
- Machilus macranthus
- Machilus magniperulata
- Machilus malayanus
- Machilus mangdangshanensis
- Machilus melanophylla
- Machilus miaoshanensis
- Machilus microcarpa
- Machilus microphylla
- Machilus minkweiensis
- Machilus minutiflora
- Machilus minutiloba
- Machilus montana
- Machilus monticola
- Machilus multinervia
- Machilus nakao
- Machilus nanchuanensis
- Machilus nanmu
- Machilus obovatifolia
- Machilus obscurinervis
- Machilus oculodracontis
- Machilus odoratissima
- Machilus oreophila
- Machilus ovatiloba
- Machilus parabreviflora
- Machilus parapauhoi
- Machilus parviflora
- Machilus pauhoi
- Machilus phoenicis
- Machilus platycarpa
- Machilus pomifera
- Machilus pseudokobu
- Machilus pubescens
- Machilus pyramidalis
- Machilus rehderi
- Machilus reticulata
- Machilus rimosa
- Machilus robusta
- Machilus rufipes
- Machilus russellii
- Machilus salicina
- Machilus salicoides
- Machilus sericea
- Machilus sharmae
- Machilus shiwandashanica
- Machilus shweliensis
- Machilus sichourensis
- Machilus sichuanensis
- Machilus sikkimensis
- Machilus sphaerocarpus
- Machilus submultinervia
- Machilus sumatrana
- Machilus tenuipilis
- Machilus thunbergii
- Machilus tingzhourensis
- Machilus upendrae
- Machilus wangchiana
- Machilus velutina
- Machilus velutinoides
- Machilus wenshanensis
- Machilus verruculosa
- Machilus versicolora
- Machilus viridis
- Machilus yunnanensis
- Machilus zuihoensis